# チーズ鱈
チーズ鱈（チーズたら）およびチータラは、株式会社なとりから発売されているおつまみで、商標登録されている。

## チーズ鱈
チーズ鱈とはシート状にしたタラのすり身でチーズを挟んだおつまみで、なとりから1982年に発売された。形状は細長い棒状のものを基本とし、他に少し太くて短い短冊状のものや、小さい正方形のものがある。
商品の開発に当たっては、なとりの創業社長である名取光男が1981年に死去し後を継いだ長男の名取小一の指示がきっかけであったという。当初はチーズにイカを合わせた商品を考えていたものの、チーズの常温保存のために必要な脱酸素剤がイカの変色を促進してしまうことなどから商品化が難航していた。小一は「チーズいか」の開発を中止し「チーズ鱈」の開発に着手するよう指示を出した。
チーズ鱈は1982年2月に300円で販売された。全国の大手スーパーマーケットを中心に流通し、三菱総合研究所が発表した1982年の「成長消費財トップ20」では新商品部門の1位となった。発売から2年後には埼玉に工場を新設するほどの大ヒット商品となり、1987年には商標登録された。
2015年2月には、日本食糧新聞社が制定する第33回食品ヒット大賞の「ロングセラー賞」を受賞した。
2022年には発売40周年を記念して、1982年にチーズ鱈の生産を開始した2月23日を「チーズ鱈の日」として日本記念日協会に申請、2023年に認証制定された。

## チータラ
1988年に商標登録された。
チーズ鱈では原材料のすり身がタラのみであるのに対し、チータラではホッケなどのタラ以外の魚肉も使用されている。